# Death Angel
Death Angel es una banda estadounidense de thrash metal originaria de San Francisco, California. Fue formada en 1982 por cinco miembros: Mark Osegueda (vocales), Rob Cavestany (guitarras), Gus Pepa (guitarras), Dennis Pepa (bajo) y Andy Galeon (batería). En 1985, lanzaron el demo Kill as One, producido por Kirk Hammett guitarrista de Metallica. Consiguieron un contrato con Enigma Records en 1986 y lanzaron dos álbumes con ese sello: The Ultra-Violence (1987), Frolic Through the Park (1988) y un álbum en vivo Fall From Grace (1990).
La banda dejó Enigma en 1989 y firmó con Geffen Records para producir su muy aclamado álbum Act III, que sería lanzado en el año siguiente. Después del lanzamiento del álbum, sufrieron un terrible accidente de autobús en el desierto del Arizona, donde el baterista Andy Galeon resultó gravemente lesionado y donde le tomo más de un año recuperarse. La banda pronto se desintegró y Mark Osegueda el cantante comienza una nueva vida en Nueva York y formó una banda de breve duración The Organization y dos álbumes fueron lanzados antes de llamarlo un día en 1995.
Finalmente en 2001, Death Angel se reunieron para una presentación llamada "Thrash of the Titans" a beneficio de los miembros de Testament Chuck Billy Y Death Chuck Schuldiner. La banda lanzó un álbum en 2004 titulado The Art of Dying álbum de la reaparición. En 2008 salió a la venta Killing Season y 2 años después salió Relentless Retribution, en 2013 sale a la venta The Dream Calls For Blood, en 2016 The Evil Divide y en 2019 Humanicide. Este último álbum fue nominado a un premio Grammy en 2020.

## Miembros

### Miembros actuales
| Mark Osegueda | Vocales (1984-1991, 2001-presente)   |
| Rob Cavestany | Guitarras (1982-1991, 2001-presente) |
| Ted Aguilar   | Guitarras (2001-presente)            |
| Damien Sisson | Bajo (2009-presente)                 |
| Will Carroll  | Batería (2009-presente)              |

### Miembros antiguos
| Dennis Pepa    | Bajo (1982-1991, 2001-2008), Vocales (1982-1984) |
| Andy Galeon    | Batería (1982 - 1991, 2001 - 2008)               |
| Gus Pepa       | Guitarras (1982 - 1991)                          |
| Sammy Diosdado | Bajo (2009)                                      |

## Discografía

### Estudio
| Año  | Título                    | Disccografia          |
| 1987 | The Ultra-Violence        | Enigma Records        |
| 1988 | Frolic through the Park   | Enigma Records        |
| 1990 | Act III                   | Geffen Records        |
| 2004 | The Art of Dying          | Nuclear Blast Records |
| 2008 | Killing Season            | Nuclear Blast Records |
| 2010 | Relentless Retribution    | Nuclear Blast Records |
| 2013 | The Dream Calls For Blood | Nuclear Blast Records |
| 2016 | The Evil Divide           | Nuclear Blast Records |
| 2019 | Humanicide                | Nuclear Blast Records |

### Compilados
| Año  | Título                 |
| 2005 | Archives and Artifacts |
| 2007 | The Long Road Home     |

### En vivo
| Año  | Título                                  |
| 1990 | Fall from Grace                         |
| 2009 | Sonic German Beatdown - Live in Germany |
| 2015 | The Bay Calls For Blood                 |